# Visión beatífica
La visión beatífica (del latín beatus = "feliz") es, dentro de la concepción doctrinal de la mística cristiana, un privilegio divino que consiste en el conocimiento inmediato de Dios. Este privilegio lo tienen los ángeles y las almas de los justos. Según se cree Jesús conservó la visión beatífica durante su estancia en la Tierra.
Está en directa relación con la creencia en la Theosis tanto en la Iglesia católica como en las Ortodoxas.
Según la teología católica, los justos en el Cielo o Paraíso gozarán el poder ver a Dios. La visión de la esencia divina y la fruición de ella suprime en ellos los actos de Fe y Esperanza, y continuará hasta la Eternidad.
El papa Juan XXII generó gran controversia al afirmar que los justos no tendrían la visión beatífica hasta el día del Juicio Final. Su sucesor, Benedicto XII, promulgó en 1336 la bula Benedictus Deus en la que fijó oficialmente la doctrina católica sobre la visión beatífica, según la cual los fallecidos en gracia de Dios gozan de su visión hasta el Juicio Final.
La noción de visión hace hincapié en el componente intelectual de la salvación, aunque abarca toda la experiencia humana de alegría, felicidad que proviene de ver a Dios finalmente cara a cara y no imperfectamente a través de la fe.
Está relacionado con la creencia de la Católica y de la Ortodoxia bizantina en la teosis, la noción wesleyana de la perfección cristiana, y se ve en la mayoría de las denominaciones eclesiásticas, si no en todas, como la recompensa para los cristianos en la otra vida.

## Historia

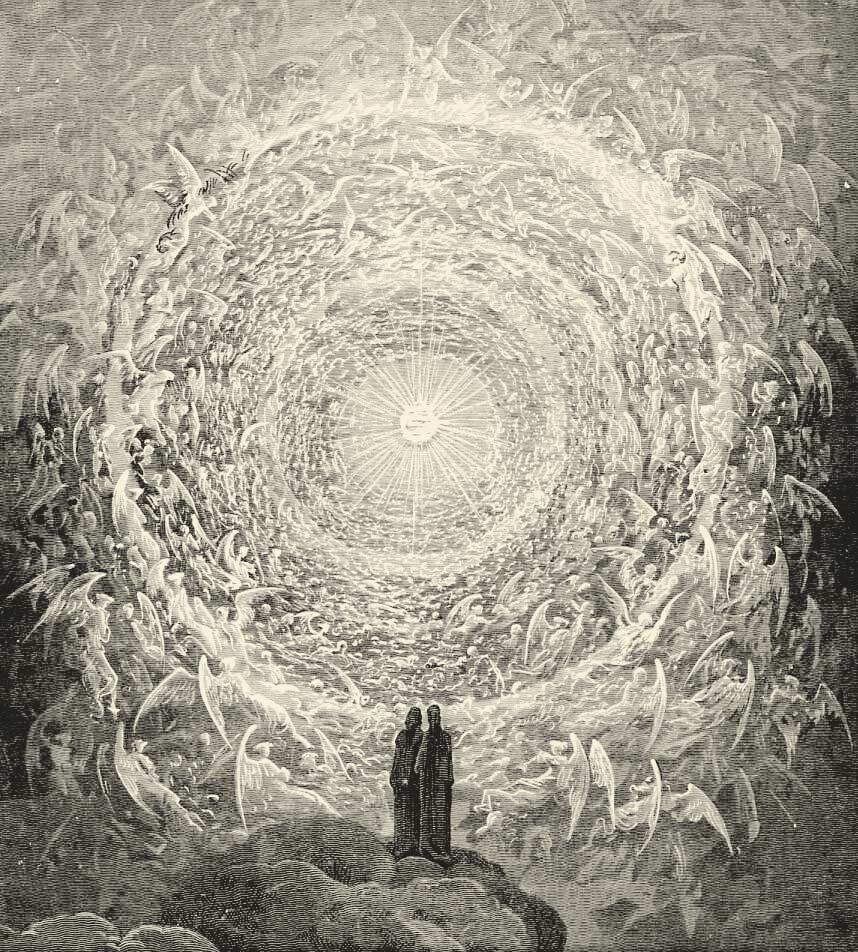
Imagen de Gustave Dore de la visión beatífica, de la Divina Comedia de Dante Alighieri.

En el cristianismo, la Biblia afirma que Dios habita en luz inaccesible, a quien nadie ha visto ni puede ver (1 Timoteo 6:16), pero cuando Dios se nos revele en el cielo lo veremos entonces cara a cara (1 Corintios 13:12). Este concepto ha sido denominado "visión beatífica de Dios" por los teólogos de la Iglesia católica y posteriormente por varias  denominaciones protestantes, entre ellas la Iglesia luterana y la Iglesia metodista.
 San Cipriano escribió sobre la visión de Dios por parte de los salvados en el Reino de los Cielos.
¡Cuán grande será vuestra gloria y felicidad, si se os permite ver a Dios, si se os honra con compartir la alegría de la salvación y la luz eterna con Cristo, vuestro Señor y Dios... para deleitaros con la alegría de la inmortalidad en el Reino de los Cielos con los justos y los amigos de Dios!
.
Edward A. Pace en la Enciclopedia Católica (1907) definió la visión beatífica:
El conocimiento inmediato de Dios que los espíritus angélicos y las almas de los justos disfrutan en el Cielo. Se llama "visión" para distinguirla del conocimiento mediato de Dios que la mente humana puede alcanzar en la vida presente. Y puesto que al contemplar a Dios cara a cara la inteligencia creada encuentra la felicidad perfecta, la visión se denomina "beatífica" 
El cofundador metodista, Charles Wesley, en su himno de 1747 "Hacedor, en quien vivimos", describió la unión con Dios a través del Espíritu Santo como "visión beatífica":
Espíritu de Santidad, que todos tus santos adoren / tu sagrada energía, y bendigan tu poder renovador del corazón. / No hay lenguas de ángeles que puedan contar la altura extática de tu amor, / la gloriosa alegría indecible, la vista beatífica.

## En la Iglesia Católica

### Enseñanza oficial

#### Naturaleza de la visión de Dios
La visión beatífica es cuando Dios, aunque trascendente, se abre al hombre y le da la capacidad de contemplar a Dios en toda su gloria celestial. La contemplación es la oración de centrarse en silencio en Dios y prestar atención a su palabra; en otras palabras, la contemplación es la oración de unirse a Dios.

#### La gracia santificante y la visión de Dios
La visión beatífica, por tanto, es la máxima unión con Dios; de hecho, proviene de la participación en la naturaleza santa de Dios a través de la gracia santificante.

#### Efecto de la visión de Dios
Dado que Dios es la beatitud y la santidad mismas, la visión beatífica conlleva la beatitud y la santidad últimas.

#### Destinatarios de la visión de Dios
La visión beatífica es una gracia y un privilegio destinado a todo hombre y ángel, ya que Dios ha creado a los hombres y a los ángeles para que gocen de la visión beatífica; la visión beatífica es el fin último de la vida de cada persona y de cada ángel.

#### Jesús y la visión de Dios
Como Jesús es Dios y hombre, su naturaleza humana experimentó la visión beatífica desde la concepción hasta su ascensión al cielo. A pesar de ello, Jesús sufrió como hombre.

### Tomás de Aquino
Santo Tomás definió la visión beatífica como el "fin último" del ser humano en el que se alcanza una felicidad perfecta.  Tomás razona que uno es perfectamente feliz sólo cuando todos sus deseos están perfectamente satisfechos, hasta el punto de que la felicidad no podría aumentar y no podría perderse. "El hombre no es perfectamente feliz, mientras le quede algo que desear y buscar". Pero esta clase de felicidad perfecta no puede encontrarse en ningún placer físico, en ninguna cantidad de poder mundano, en ningún grado de fama u honor temporal, ni en ninguna realidad finita. Sólo se puede encontrar en algo que es infinito y perfecto y esto es Dios. Y como Dios no es una cosa material sino que es puro espíritu, nos unimos a Dios conociéndolo y amándolo. En consecuencia, la unión con Dios es la felicidad humana más perfecta y el objetivo último de la vida humana. Pero no podemos alcanzar esta felicidad por nuestras propias facultades naturales; es un don que nos tiene que dar Dios, que nos fortalece con la "luz de la gloria" para que podamos verle tal como es, sin ningún intermediario. (Tomás cita a este respecto el Salmo 36:9: "En tu luz veremos la luz").  Además, como toda imagen o semejanza creada de Dios (incluso las "ideas" o "imágenes" más perfectas de Dios que podamos generar en nuestra mente) es necesariamente finita, sería por tanto infinitamente menor que Dios mismo. El único bien perfecto e infinito, por tanto, es Dios mismo, por lo que el Aquinate sostiene que nuestra felicidad perfecta y nuestro fin último sólo pueden ser la unión directa con Dios mismo y no con ninguna imagen creada de Él. Esta unión se produce por una especie de "visión" perfecta de la propia esencia divina, un don concedido a nuestros intelectos cuando Dios los une directamente a Él sin ningún intermediario. Y puesto que al ver esta visión perfecta de lo que (y quién) es Dios, captamos también su perfecta bondad, este acto de "ver" es al mismo tiempo un acto perfecto de amor a Dios como la más alta e infinita bondad.
Según el Aquino, la visión beatífica supera tanto la fe como la razón. El conocimiento racional no satisface plenamente el deseo innato del ser humano de conocer a Dios, ya que la razón se ocupa principalmente de los objetos sensibles y, por tanto, sólo puede inferir sus conclusiones sobre Dios de forma indirecta.
También la virtud teologal de la fe es incompleta, pues el Aquinate afirma que siempre implica alguna imperfección en el entendimiento. El creyente no quiere quedarse sólo en el nivel de la fe, sino captar directamente el objeto de la fe, que es Dios mismo.
Así, sólo la plenitud de la visión beatífica satisface este deseo fundamental del alma humana de conocer a Dios. Citando al apóstol Pablo, el Aquinate señala: "Ahora vemos con un cristal oscuro, pero entonces veremos cara a cara" (i Cor. 13:12). La visión beatífica es la recompensa final para aquellos santos elegidos por Dios para participar y "disfrutar de la misma felicidad con la que Dios es feliz, viéndole de la manera en que se ve a sí mismo" en la otra vida.

### Catecismo Romano
Según el Catecismo Romano, los santos en el cielo ven a Dios, por lo que participan de la naturaleza de Dios, con lo que son verdaderamente y siempre felices. El catecismo explica que la felicidad de los santos no sólo incluye la alegría, sino también la gloria (el conocimiento de la dignidad de los demás), el honor (la reverencia de unos a otros como hijos adoptivos de Dios) y la paz (el cumplimiento de todos los deseos del corazón). Además, añade el catecismo, la visión beatífica hará que, en el Día del Juicio, los cuerpos resucitados de los santos sean impasibles (libres de inconvenientes, sufrimiento y muerte), brillantes como los ángeles, ágiles (libres de las limitaciones del espacio-tiempo) y sutiles (tan sujetos al alma como el alma está sujeta a Dios).

### El Papa Juan XXII y la controversia sobre la visión beatífica
El Papa Juan XXII (1316-1334) provocó una controversia en torno a la visión beatífica. Diciendo, no como Papa sino como teólogo privado, que los salvados no alcanzan la visión beatífica hasta el Día del Juicio Final, una visión más coherente con el sueño del alma. El entendimiento general de la época era que los salvados alcanzaban el Cielo después de ser purificados y antes del Día del Juicio. Nunca proclamó su creencia como doctrina, sino como una opinión (véase ex cathedra, tal como se definió en el Concilio Vaticano I de 1870).
El Sagrado Colegio de Cardenales celebró un consistorio sobre el problema en enero de 1334, y el Papa Juan se apartó de sus novedosas opiniones para adoptar el entendimiento más estándar.
Su sucesor, el Papa Benedicto XII, declaró en su bula Benedictus Deus como doctrina que los salvados ven el Cielo (y por tanto, a Dios) antes del Día del Juicio Final.

### Catecismo de la Iglesia Católica
Según el Catecismo de la Iglesia Católica y el Compendio del Catecismo de la Iglesia Católica, la visión beatífica es Dios abriéndose de manera inagotable a los santos, para que puedan verlo cara a cara, y así participar de su naturaleza, y por lo tanto gozar de una felicidad eterna, definitiva, suprema, perfecta y siempre nueva. El catecismo enseña que esta felicidad incluye no solo la comunión y la vida perfecta con la Santísima Trinidad y los santos, sino también el cumplimiento de todos los deseos del corazón- incluso, en el Día del Juicio, la glorificación del cuerpo, incluso dotado de impasibilidad, brillo, agilidad y sutileza - y la cooperación continua con la voluntad de Dios - incluso la oración por todas las demás personas, incluso ofrecer los propios méritos a Dios por el bien de los demás. El catecismo elabora que la visión beatífica es una gracia y un privilegio que todos deben alcanzar, y que la visión beatífica se alcanza inmediatamente después de la muerte - o después del purgatorio - pero ya está anticipada en el bautismo y en la eucaristía. El catecismo también enseña que la visión beatífica se expresa de diversas maneras en el Nuevo Testamento: el reino de Dios, la visión de Dios, la vida eterna, la adopción divina, la participación en la naturaleza divina, el gozo del Señor, y descansa en Dios.

### Enciclopedia Católica
La Enciclopedia Católica define la visión beatífica como el conocimiento inmediato de Dios del que gozan todas las criaturas celestiales. Explica que la visión de Dios se llama "beatífica" porque al ver a Dios la mente encuentra la felicidad perfecta, y se llama "visión" porque la vista de Dios en el cielo no es lo mismo que el conocimiento mediato de Dios.